# Balbigny
 Balbigny  es una población y comuna francesa, situada en la región de Auvernia-Ródano-Alpes, departamento de Loira, en el distrito de Roanne y cantón de Néronde.

## Demografía
| 1840 | 2023 | 2314 | 2469 | 2415 | 2616 |
| Para los censos de 1962 a 1999 la población legal corresponde a la población sin duplicidades (Fuente: INSEE [Consultar]) |      |      |      |      |      |